# سانتا باربارا دي كاسا
بلدية سانتا باربارا دي كاسا (بالإسبانية: Santa Bárbara de Casa) هي بلدية تقع في مقاطعة ولبة التابعة لمنطقة أندلوسيا جنوب إسبانيا.

## الديموغرافيا
بلغ عدد سكان بلدية سانتا باربارا دي كاسا 1.177 نسمة عام 2011 (وفقاً للمعهد الوطني الإسباني للإحصاء).
| 1.401 | 1.368 | 1.302 | 1.203 | 1.172 | 1.160 | 1.177 |